# Umbuzeiro
Spondias tuberosa Arruda, popularmente conhecido como umbuzeiro, imbuzeiro ou jique é uma árvore de pequeno porte (mede até sete metros de altura), pertencente à família das anacardiáceas, de copa larga (até quinze metros de largura), originária dos chapadões semiáridos do Nordeste brasileiro, que se destaca por fornecer sombra e aconchego. Dada a importância de suas raízes, foi chamada "árvore sagrada do sertão" por Euclides da Cunha. O umbuzeiro conserva água em sua raiz e, além disso, produz um tubérculo, que, em época de grande estiagem, é utilizada como alimento. O umbuzeiro vive em média 100 anos, e é considerado um símbolo de resistência.
Como a maioria das plantas na Caatinga, o umbuzeiro possui grande resistência à seca, tendo, assim, todas suas folhas perdidas nos períodos de estiagem, mas que, contudo, voltam a florescer nas primeiras chuvas. Sendo assim, a floração desta planta ocorre no fim da estação de estiagem e, seu período de frutificação, estende-se por todo o período chuvoso. Seu fruto é conhecido como umbu ou imbu e possui grande importância econômica, uma vez que são bastante comercializados in natura. Suas folhas e raízes também podem ser utilizadas para alimentação e, além disso, a água armazenada nesta última é utilizada na medicina popular.
Além da importância econômica, S. tuberosa apresenta grande valor ecológico, fornecendo recursos florais, tais como néctar e pólen, bem como local de nidificação para algumas abelhas da tribo Meliponini. Em um modo geral, a S. tuberosa, é cultivada em larga escala, tanto referente à alimentação humana, quanto à suplementação alimentar de animais.

## História e uso
Os povos indígenas do Nordeste foram os primeiros a utilizar o umbuzeiro de forma alimentícia e medicinal. Atualmente, o povo Fulni-Ô ainda utiliza o umbuzeiro em sua medicina tradicional, em Pernambuco.
A partir de projetos de beneficiamento do umbu em minifábricas do sertão baiano, essa fruta passou a ter importância na geração de renda e organização das comunidades rurais daquela região. Suas folhas, de grande valor alimentício, com gosto "azedinho", também são usadas como alimento pelos seres humanos. O fruto do umbuzeiro é denominado umbu ou imbu. O seu fruto é muito apreciado e consumido, tanto pelo homem como pela fauna, possuindo um caroço revestido por uma suculenta polpa e, na superfície, por uma película esverdeada, tendendo, à medida que amadurece, para a cor amarela. O umbu tem, em média, de três a quatro centímetros de diâmetro. Muito rico em vitamina C e com característico sabor azedinho, o umbu, além de ser consumido ao natural, é utilizado em preparos culinários, como sorvetes, geleias, doces e umbuzada, iguaria preparada com leite e açúcar, muito apreciada no Nordeste do Brasil.

## Etimologia
"Imbu" e "umbu" provém do termo tupi ïm'bu, que significa "árvore que dá de beber". Nos tempos do Brasil Colônia, era chamado de ambu, imbu e ombu.
A S. tuberosa possui nomes vulgares pelo Brasil, por exemplo, Alagoas, imbu e imbuzeiro, na Bahia, imbu, umbu e umbuzeiro, no Ceará, ambu, embu, imbu, imbuzeiro, ombu e umbuzeiro, na Paraíba, imbuzeiro e 
umbuzeiro, no Piauí e em Sergipe, imbuzeiro e umbuzeiro, e em Pernambuco, imbu, imbuzeiro, umbu e umbuzeiro.

## Características morfológicas

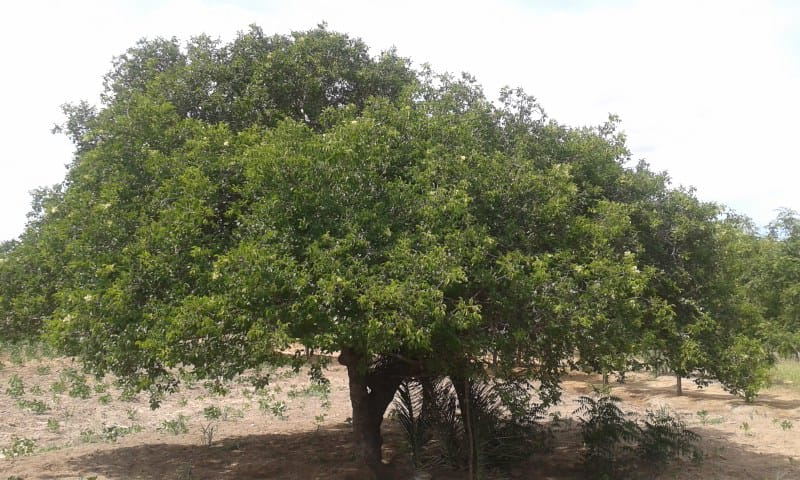
Umbuzeiro, árvore da caatinga brasileira.

O umbuzeiro apresenta forma biológica e estacional de uma planta arbórea. A altura varia de 4 m a 6 m e copa umbeliforme (que se assemelha a uma umbela), com diâmetro em torno de 10 m a 15 m.
O sistema radicular especializado é constituído por raízes longas, esparramadas no plano horizontal, estando próximas à superfície do solo, com túberos (xilopódios) – cerca de 367 por planta –, as quais se atribuem como intumescências fornidas de tecido lacunoso e celulósico. Tais estruturas são capazes atingir até 20 cm de diâmetro, encontradas, frequentemente, entre 10 cm e 30 cm de profundidade. A finalidade primordial destas intumescências está no armazenamento hídrico, mineral e de outros solutos relevantes para a continuidade de um balanço hídrico favorável ao crescimento saudável da planta.
O caule do tipo tronco com ramificações cimosas, de 3 a 5 principais, as quais podem ocorrer desde a base ou até 1 metro de altura do solo, apresenta copa baixa, vasta e arredondada com aproximadamente 10 m de diâmetro, sustentada pelo tronco curto, acinzentado, de galhos assimétricos, definhados e retorcidos. Apresenta casca morta de camada média variando entre 2 mm e 5 mm, com ritidoma liberando-se em placas sub-retangulares, e casca viva, de espessura média entre 5 mm e 12 mm, esta avermelhada interiormente. A madeira do umbuzeiro é leve, naturalmente trabalhada, no entanto, de baixa durabilidade.
As folhas são compostas de 3-7 folíolos membranáceos, ligadas por meio de pecíolo (pecioladas), alternas e imparipenadas. Os folíolos são oblongos valados, com base obtusa ou cordada, ápice agudo ou obtuso, ocorrendo ainda, em alguns casos, pilosidades, os quais são facilitadores para os recursos de dissipação de energia, de maneira a manter as temperaturas das folhas adjuntas à do ar. Quando adultas são glabras, ou seja, não apresentam pelos, tricomas ou estruturas similares na sua superfície externa.

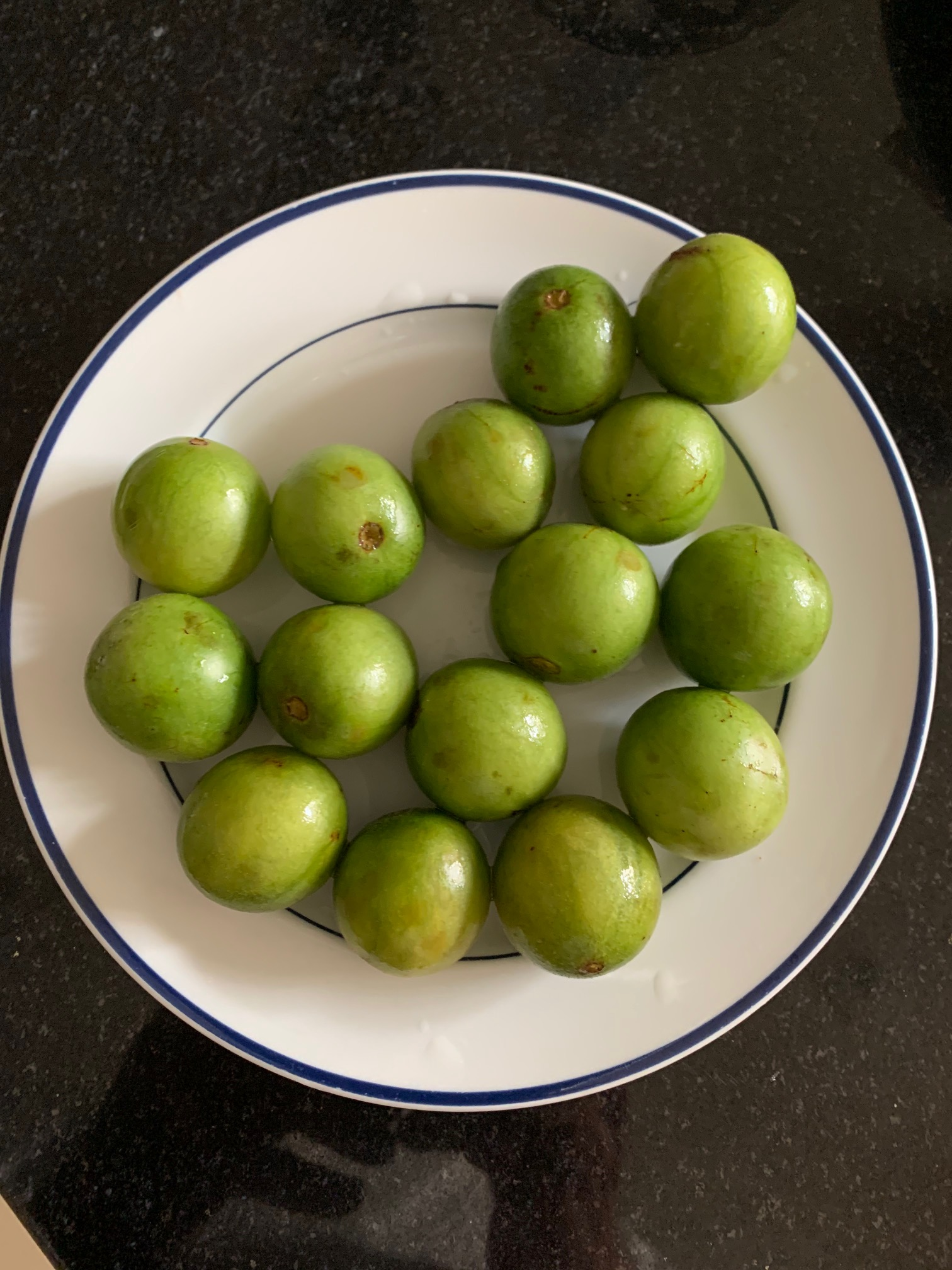
Fruto do umbuzeiro.

As flores são pequenas, alvacentas, com aroma enjoativo de pouca vistosidade. Brancas, aromáticas e melíferas estão alinhadas em panículas terminais de 10 cm a 15 cm. Denotam simetria radial (chamadas de actinomorfas), ou seja, pode ser separada em partes equipolentes, com 7 cm a 8 cm de diâmetro. O cálice é composto por 4 a 5 sépalas e a corola pétalas valvadas. As inflorescências são exibidas em panículas terminais que podem medir entre 10 cm e 15 cm de comprimento. Tanto as inflorescências quanto os pedicelos são finamente pilosos.
Os frutos do imbuzeiro são indeiscentes do tipo drupa, o qual se apresenta como monocárpico, monospérmico, com endocarpo endurecido, formando um caroço – semente – no centro. Levemente pilosos, arredondados e carnosos, os frutos apresentam uma cor verde amarelado, com polpa doce e aromática, variando o peso de 5,5 a 130 g e o diâmetro entre 2 cm e 4 cm. O caroço (ou endocarpo) tem consistência denso-fibroso, sendo muito resistente devido a formação de três camadas, expondo ainda orifícios pelo qual haja a penetração da água e a saída do broto. É no interior do endocarpo que se encontra a semente propriamente dita.

## Potencial forrageiro
A importância econômica da pecuária nordestina vem se estabelecendo consideravelmente nesses últimos anos, mesmo sob condições climáticas desfavoráveis, como poucos índices de chuvas e altas temperaturas. O nordeste possui uma grande diversidade em espécies forrageiras em seus três estratos: herbáceo, arbustivo e arbóreo. Diante disso, pode-se notar a grande capacidade de utilização dessas espécies na dieta alimentar dos animais domésticos (bovinos, caprinos, ovinos, suínos, dentre outros).
No período chuvoso em que há mais disponibilidade de alimento para os rebanhos é necessário investir nas espécies nativas, preparando-se assim para a estação de seca e escassez. Porém, mesmo com um número expressivo dos rebanhos, nota-se a necessidade de um melhoramento nutricional desses animais.
Uma das alternativas para o melhoramento nutricional desses animais é a utilização do Umbuzeiro em sua dieta. O umbuzeiro é uma espécie do gênero Spondias, que pertence à família Anacardiaceae, sendo nativa do semiárido brasileiro. Ela é uma árvore frutífera que possui alta distribuição na Região Nordeste, sendo capaz de resistir às secas severas e ao clima nordestino. Por ser uma espécie túbera suas raízes absorvem bastante água. O umbuzeiro consegue produzir uma grande quantidade de frutos, mais conhecidos como umbu ou também como imbu, que são riquíssimos em vitamina C, vitamina A, vitamina B1 e carboidratos.
Considerando as características do Umbuzeiro, seus frutos, folhagens e túberas são destinados à alimentação dos animais domésticos e selvagens. Quando o Umbuzeiro está no período de frutificação - que ocorre entre novembro e abril -, é bastante comum observar-se nos recintos onde os caprinos são confinados para o pernoite uma quantidade significativa de caroços de umbu em suas fezes, evidenciando que esses animais se alimentaram do fruto. No caso dos bovinos, as folhas e frutos do umbuzeiro podem ser usados na preparação de concentrados, dando maior palatabilidade ao alimento, tornando-o atrativo e de boa qualidade.
As folhas do umbuzeiro, devido ao seu valor nutricional, constituem uma alternativa forrageira muito importante para a alimentação de caprinos e ovinos no semiárido nordestino, especialmente no período seco. A folha, tanto verde, quanto seca, é uma fonte fornecedora de nutrientes, principalmente energia e proteína, que são necessários ao atendimento das exigências de mantença e produção animal.
Diante disso, é possível notar o alto potencial forrageiro do Umbuzeiro, mostrando que suas características o qualificam como um alimento de excelente valor nutritivo e de elevada produção comercial na região. Pode-se dizer que a produção animal no semiárido nordestino tem grande influência no uso desses recursos forrageiros para poder ofertar uma melhor suplementação aos animais domésticos de produção, solucionando assim o problema da falta de alimentação de qualidade na época de escassez.